# Literatura sânscrita
A literatura em sânscrito começa com os Vedas, e continua com os épicos sânscritos da Índia da Idade do Ferro; a idade dourada da literatura em sânscrito clássico data da alta Idade Média (aproximadamente séculos III a VIII EC). A produção literária teve uma renascença tardia no século XI antes de entrar em declínio depois de 1100 d.C. Existem esforços contemporâneos para reviver o sânscrito, com eventos como o "All-India Sanskrit Festival", festival sânscrito de toda a Índia (desde 2002) com competições de composição.
Devido a seu uso extenso em literatura religiosa, principalmente no hinduísmo mas também no budismo, e o fato de que a maioria das línguas modernas da Índia derivaram diretamente ou foram fortemente influenciadas pelo sânscrito, esta língua e sua literatura é de grande importância na cultura indiana, parecido com o que vemos para o grego antigo e latím na cultura europeia.